# Кутикула безхребетних
Кути́кула (від лат. cuticula — «шкірка») — щільна оболонка, якою вкрите тіло червів, членистоногих, оніхофор.
У безхребетних кутикула є похідною клітин одношарового покривного епітелія (гіподерми). Виконує більшою частиною захисну та опорну функції. У членистоногих твердне, тому для росту тварини її необхідно час від часу змінювати (линяння). До складу кутикули зазвичай входять хітин, який разом з білками та мінеральними речовинами надає їй механічної міцності, та ліпіди (водонепроникнення).
Вперше кутикула з'являється у первиннопорожнинних червів. У різних груп безхребетних кутикула різниться за хімічним складом (головним чином — білками). Похідні кутикули — луски, щитки, волоски, щетинки.